# Ашраф Гани
Ашраф Гани Ахмадзай (на пущунски: محمد اشرف غني احمدزی, на персийски: محمد اشرف غني احمدزی) е афганистански политик и последен президент на Ислямска република Афганистан от 21 септември 2014 г. до 15 август 2021 г., преизбран на 9 март 2020 г. Антрополог по образование, преди това е бил министър на финансите и канцлер на университета в Кабул.
Роден е на 19 май 1949 г. в Логар, Афганистан. Преди да се завърне в Афганистан през 2002 г., Гани е професор по антропология в много институции, но най-вече университет „Джон Хопкинс“, а по-късно започва работа със Световната банка. Като министър на финансите на Афганистан между юли 2002 и декември 2004 г. той ръководи опитите на Афганистан да се възстанови след срива на правителството на талибаните.
Той е съосновател на Института за държавна ефективност, организация, създадена през 2005 г., за да подобри способността на държавите да обслужват своите граждани. През 2005 г. той изнася конференция пред TED, в която обсъжда как да се възстанови разбита държава като Афганистан. Той е член на Комисията за правно овластяване на бедните, независима инициатива, домакин на Програмата за развитие на ООН. През 2013 г. той е класиран на 50-о място в онлайн анкета за име на най-добрите 100 световни интелектуалци, проведено от списание Foreign Policy, и на второ място в подобна анкета, проведена от списание Prospect.
Независим политик, Гани се класира на четвърто място на президентските избори през 2009 г., след Хамид Карзай, Абдула Абдула и Рамазан Башардост. В първия тур на президентските избори през 2014 г. Гани печели 35% от гласовете, втори е Абдула, който печели 45% от подадените гласове. Въпреки това, през втория тур на президентските избори през 2014 г. Гани печели около 55,3% от гласовете, докато Абдула около 44,7% от подадените гласове. В резултат на това настъпва хаос и САЩ трябва да се намесят, за да формират правителство за единство в Афганистан.
Гани е преизбран, когато са обявени окончателните резултати от президентските избори през 2019 г. след дълго забавяне на 18 февруари 2020 г. Той полага клетва като президент на 9 март 2020 г., въпреки че неговият опонент Абдула Абдула отхвърля резултатите и се опитва да установи паралелно правителство.
На 15 август 2021 г., след като талибаните превземат Кабул, напуска страната, заедно с 4 автомобила, пълни с пари, на обща стойност 169 милиона долара. Заради това той е обвиняван от противниците на талибаните в национално предателство, и в Социалните мрежи се разпространява хаштаг, призоваващ Интерпол да го арестува.